# Marcel Mariën

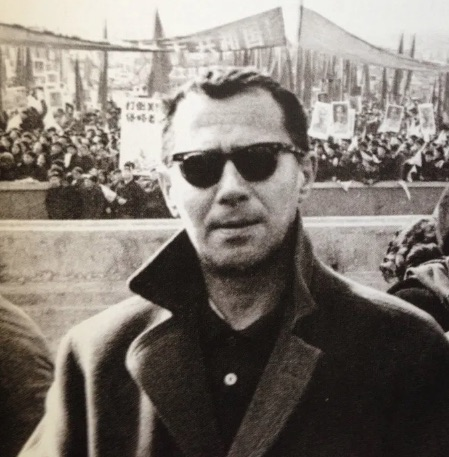
Marcel Mariën

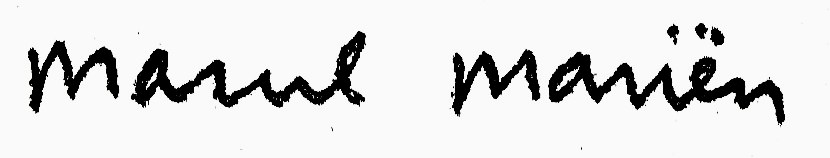
Handtekening van Marcel Mariën

Marcel Mariën (Antwerpen, 1920 - Brussel, 1993) was een Belgisch surrealistische kunstenaar. De in Antwerpen geboren Franstalige Belg was een dichter, fotograaf, essayist, schrijver van pamfletten en korte verhalen, toneelschrijver, filmmaker, uitgever en maker van collages, assemblages en surrealistische foto's.

## Levensloop
Op jonge leeftijd maakte Mariën kennis met het Belgische en Franse surrealisme van onder meer René Magritte, Paul Colinet, Louis Scutenaire, René Char, Paul Eluard en zijn boezemvriend Paul Nougé. Reeds op 18-jarige leeftijd schreef hij zijn eerste boek, La Chaise de Sable en werden teksten van hem gepubliceerd in de London Bulletin. Taal vormde een blijvend uitgangspunt voor Mariën. Zijn plastisch werk was vaak op woordspelingen en poëtische invallen gebaseerd.
Kort na zijn kennismaking met het surrealisme begon Mariën met het maken van collages en assemblages. Een klassieker werd L'introuvable ("De/Het onvindbare"): een brilmontuur met één glas en twee oren, die hij maakte nadat hij in 1937 toevallig zijn bril had gebroken.
Mariën werd in de Tweede Wereldoorlog enige tijd door de Duitsers geïnterneerd in drie verschillende gevangenkampen.
Zijn film L’Imitation du Cinéma (1959) veroorzaakte een schandaal tijdens de première in Brussel. De film werd vertoond in Antwerpen, Luik en Parijs (waar verdere vertoning ervan verboden werd). In 1967 hield hij zijn eerste persoonlijke tentoonstelling in een Brusselse galerij.

## Relatie met Magritte
In 1943 publiceerde hij de allereerste monografie gewijd aan René Magritte. Pikant detail: in 1942 verkocht Mariën in Parijs onder meer vervalste schilderijen van de hand van de armlastige ... René Magritte. In 1953 ging hij samen met Magritte trouwens opnieuw de criminele toer op: ditmaal probeerde hij zonder veel succes een aantal (grof) vervalste briefjes van 100 franc om te ruilen aan de Belgische kust ... gedrukt door René en zijn broer, de musicus Paul Magritte.
In 1962 kwam het tot een definitieve breuk met Magritte nadat Mariën diens (volgens hem) steeds commerciëler en mondainer wordende levenswandel in een pamflet had gehekeld ("La Grande Baisse").
In 1983 keek Mariën in zijn memoires Le Radeau de la Mémoire terug op zijn surrealistische verleden. Magrittes weduwe Georgette probeerde de publicatie van het boek tegen te houden omdat hierin het verleden van haar echtgenoot als vervalser expliciet uit de doeken werd gedaan. De rechtbank stelde haar in het ongelijk.
Mariën inspireerde zijn leerling Jan Bucquoy tot het openbaar verbranden van een schilderij van Magritte tijdens een happening in 1991 als een vorm van provocatie. 
Behalve met Georgette Magritte, was Mariën ook tijdelijk gelieerd met Jane Graverol. 